# Bouchegouf (distrito)
Bouchegouf é um distrito localizado na província de Guelma, Argélia, e cuja capital é a cidade de mesmo nome, Bouchegouf. A população total do distrito era de 43 387 habitantes, em 2008.

## Cidade
A cidade de Bouchegouf, a antiga Niniba, é a terceira maior da província de Guelma, no leste da Argélia, 35 km quilômetros de sua capital, 52 quilômetros da província de Annaba e 42 quilômetros da Souk Ahras. Está a 600 quilômetros de distância da capital do país, Argel e 300 quilômetros da Tunísia. Sob o domínio colonial francês, era chamada Duvivier. Dos 22 443 habitantes do distrito, 19 690 vivem na cidade.

## Municípios
O distrito é composto por quatro municípios:
- Bouchegouf
- Oued Fragha
- Aïn Ben Beida
- Medjez Sfa